# Таврическа губерния
Таврическа губерния (на руски: Таврическая губерния) е една от административните области на Руската империя, съществувала в периода 1802 – 1918 г. Намирала се е на териториите на днешна Република Крим и Южна Украйна. Столица е бил Симферопол.

## Историческа география
През 1783 Екатерина II анексира Кримското ханство към Руската империя и създава Таврическата административна област. Тази област е изоставена при управлението на Павел I, но наследникът му Александър I възстановява административния контрол над нея, основавайки губерния и насърчавайки колонизацията ѝ. Територията на Таврическата губерния е с площ от 40 000 km². В статистиката от 1906 г. се посочва, че общото население е 1,6 милиона души. То е съставено предимно от украинци (42%), руснаци (28%), кримски татари (14%), и малцинствата: германци (5%), евреи (4%), българи (3%), гърци (1%) и др. През 1876 Константин Иречек посочва 41 таврически колонии, населени с български колонисти.